# BNP 파리바
BNP 파리바 S.A.(프랑스어: BNP Paribas S.A., 유로넥스트: BNP)는 프랑스 파리에 본점을 둔 프랑스 최대 은행 그룹이다. 2000년 파리 국립은행(Banque Nationale de Paris, BNP)와 파리바(Paribas)가 합병하여 탄생해 유로통화권에서는 최대 규모의 금융 그룹이 되었다.

## 역사
Banque Nationale de Paris (BNP)는 1848년 창업한 Banque Nationale du Commerce et de l'Industrie（BNCI:국립상공업은행）과 1848년 설립한 Conservatoire National d'Escompte de Paris（CNEP:국립파리 할인은행）이 1966년에 합병하여 탄생하였다. 두 은행은 1945년 프랑스 공화국정부에 의해 국유화되었다가 일시 민영화되다가 1982년 다시 국유화되었다. 1992년에는 다시 민영화가 이루어졌다.
Paribas는 1872년에 Banque de Paris（파리은행）과 Banque de Credit et de Depot des Pays-Bas(네덜란드 저축신용은행)이 합병하여 Banque de Paris et des Pays-Bas가 탄생한 것으로부터 시작된다. 이후 합병과 재편을 거치면서 1982년 사회당정권의 피에르 모로와 내각에 의해 일시 국유화되었다가, 1988년 보수정권인 자크 시라크 내각에 의해 민영화되었다. 1998년에 회사명을 [Paribas]로 변경하였다.

## 근황
2000년 두 회사는 합병하여 회사명을 BNP Paribas 라고 명명했다. 합병에 의해 87개국에 지점을 두고 10만명의 종업원과 프랑스 국내에 2,200여개의 지점, 3500대의 ATM, 600만명의 개인고객과 6만여개의 기업과 거래하는 유럽 유수의 거대은행으로 재탄생되었다.
해외진출에도 적극적으로 나서 옛BNP의 자회사였던 미국의 Bank of the west는 2001년 산와은행(三和銀行)으로부터 United California Bank 을 매수하여 단번에 미국 40개 대은행 중 하나가 되었다. 또한 하와이의 First Hawaiian Bank 및 이탈리아의 BNL 에도 출자하였다.
또한 대한민국의 신한금융그룹과 신한BNP파리바투신운용, SH&C생명보험을 만들었다. 그후 신한 측 지분을 줄여 신한의 계열사에서 분리된 후 사명을 카디프생명으로 바꿨다. 2012년에는 사명을 현재의 BNP파리바 카디프생명으로 변경. 현재는 BNP 파리바의 계열사로 분리되었다. 신한BNP파리바투신운용은 BNP측의 지분정리로, 사명을 신한자산운용으로 변경했다.